# Gōmei gaisha
En un gō-mei gaisha (合名会社, goe-may guy-shah), en español sociedad colectiva, abreviado como GMK, es un tipo de entidad empresarial en Japón donde todos los socios son responsables de forma conjunta y solidaria de cualquier responsabilidad incurrida por la sociedad, similar a una sociedad colectiva ilimitada. La responsabilidad de los socios es ilimitada, y los acreedores pueden perseguir los bienes personales de cada socio si los bienes de la sociedad son insuficientes para cumplir con las obligaciones. 

## Característica
La compañía del grupo es el tipo más primitivo entre los cuatro tipos presentadas por la Ley de Sociedades Japonesa, ya que es una forma de compañía que asume un estado en el que el propietario de la empresa individual se ha presentado en más de una persona y se comercializan conjuntamente. Los empleados que conforman una empresa del grupo son accionistas (inversionistas que participan en la gestión por sí mismos) que hacen contribuciones de capital y ejecutan negocios, haciendo que la propiedad y la administración de las empresas sean consistentes. Los empleados tendrán una responsabilidad ilimitada, en principio, ya que cada persona realiza negocios y representa a la empresa.
La estructura básica es casi la misma que la del sindicato en virtud del derecho civil, la disposición relativa a la unión se aplica en consecuencia. El punto que tiene un estatus corporativo, es decir, si la compañía en sí tiene la capacidad adecuada y puede ser una entidad de transacciones, pero también la diferencia sustancial es si el registro en el nombre del grupo es permisible o no, se puede decir que la diferencia importante radica en la cuestión de la legislación fiscal, es decir, si se impone el impuesto de sociedades o no.
El hecho de tener o no un estatus corporativo varía según el ejemplo legislativo, en Japón, al igual que en países como Francia, Luxemburgo, Noruega, República Checa y Suecia, tiene estatus corporativo en la Ley de Sociedades de Japón, siendo considerada como un tipo de empresa de capital, sin embargo, estas no son comerciantes porque no conducen conductas y actividades  comerciales absolutas.[cita requerida]

## División de relaciones jurídicas
La ley divide las relaciones jurídicas del Go-mei Gaisha en dos categorías: las relaciones internas especificadas en la Sección 2 de la Ley del Go-mei Gaisha y las relaciones externas especificadas en la Sección 3 de la Ley del Go-mei Gaisha. Las relaciones internas se refieren a las relaciones entre la asociación y los socios, así como a las relaciones entre los socios.
El Código de Comercio especifica que tanto los artículos de constitución como el Código rigen estas relaciones internas, pero se ha interpretado comúnmente que los artículos de constitución prevalecen sobre el Código de Comercio al determinar estos derechos. Las relaciones externas se refieren a las relaciones entre la sociedad y terceros, así como entre un socio y terceros. Las relaciones exteriores se rigen por la ley para proteger a terceros, proporcionando unas relaciones jurídicas justas, estables y previsibles.